# جويس باندا
جويس باندا (بالإنجليزية: Joyce Banda)‏ (12 أبريل 1950  -)، رئيسة مالاوي. تولت الرئاسة في 7 أبريل 2012 وذلك بعد الإعلان عن وفاة الرئيس بينجو وا موثاريكا وذلك كونها نائبًا للرئيس، وهي أول امرأة تتولى الرئاسة في البلد، وثاني امرأة تتولى رئاسة بلد أفريقي بعد رئيسة ليبيريا إلين جونسون سيرليف.

## عن حياتها
في مطلع تسعينات القرن العشرين أطلقت برنامجها لتحرير المراة، كما قامت بتأسيس مؤسسة حملت اسمها من أجل تحرير النساء وذلك من خلال تعليم الفتيات، وهي إحدى الدعاة للمساواة بين الرجال والإناث. دخلت إلى العمل السياسي في عام 1999 وذلك بعد فوزها بمقعد في مجلس النواب وعينت بعدها وزيرة للمساواة بين الجنسين<، وأعيد انتخابها في انتخابات عام 2004، وفي عام 2006 عينها الرئيس بينجو وا موثاريكا وزيرة للخارجية. وفي عام 2009 اختارها الرئيس موثاريكا للترشح معه عن منصب نائب الرئيس والتي حققا من خلالها النجاح، إلا إنها اختلفت معه بعد ذلك بسبب اعتراضها على رغبته بتعيين أخيه «بيتر» خليفة له، وأدى ذلك إلى استبعادها من «الحزب الديمقراطي التقدمي»، فانتقلت بعد ذلك للمعارضة. وعلى الرغم من أن الرئيس موثاريكا قد حاول أن يقيلها من منصبها عن طريق حصوله على حكم المحكمة العليا إلا إنه فشل في ذلك.
وبعد وفاة بينجو وا موثاريكا في 5 أبريل 2012 حاول أنصاره الحيلولة دون تسلمها السلطة، إلا إنهم فشلوا حيث أدت اليمين الدستورية أمام البرلمان في 7 أبريل 2012.

## دورها في مالاوي
مالاوي دولة تعتمد بشكل أساسي علي المعونات الخارجية، تأرجحت تلك المعونات نتيجة لعلاقات النظام السابق المتوترة مع الجهات المانحة، مما أدي إلي تجميد المساعدات التي تبلغ500 مليون دولار، وتمثل40% من ميزانية البلاد. وتزامن قطع المساعدات مع الانخفاض في مبيعات التبغ، السلعة النقدية الرئيسية التي تصدرها البلاد، حيث سجلت انخفاضا يتجاوز50% منذ، مما أدي إلي تراجع إمدادات الوقود وارتفاع أسعار الغذاء واندلاع الاضطرابات الشعبية عام2010
وحاولت جويس جاهدة بعد تمكنها من حكم البلاد القضاء علي الفساد مما أكسبها قلوب وعقول سكان مالاوي، الذين يقدر عددهم بنحو14 مليون نسمة، يعيش أكثر من65% منهم تحت خط الفقر، وينخرط1.4 مليون طفل في صفوف العمالة، ويناضل74% للعيش بأقل من1.25 دولار يوميا.
فكان أول قرارات باندا تخفيض راتبها الشهري بنسبة 30%, وعرض طائرة الرئاسة للبيع، التي أثار شراؤها بأكثر من13 مليون دولار فضيحة كبري، خفضت بعدها بريطانيا مساعداتها بثلاثة ملايين جنيه استرليني، علاوة علي استغنائها عن60 سيارة رئاسية وبيعها.
واستأنفت تدفق المعونات من المانحين، وبدأت باندا برنامجا إصلاحيا للبلاد، وكانت أكبر مقامرة لها محاولة توثيق العلاقات مع المؤسسات المالية الدولية مثل صندوق النقد الدولي الذي طالبها بتنفيذ سياسة التقشف، لكن حدث ما لم نحمد عقباه وأخذت شعبيتها في التراجع ولاسيما بعدما انخفضت قيمة عملتها الرئيسية الكواشا، مما دفع بالآلاف من المواطنين إلي النزول إلي الشوارع بشكل سلمي في المدن الثلاث الرئيسية، ضمن أول احتجاجات واسعة النطاق ضد ما اعتبروه بوصفات صندوق النقد الدولي الاقتصادية الخاطئة. ولاشك أن تراجع شعبيتها سيؤثر علي نجاح تنفيذ خططها الإصلاحية، لاسيما أنها تستعد للمشاركة في انتخابات العام المقبل.
وعلي الرغم من كل ذلك، قدمت باندا، التي تبلغ61 عاما، مثالا يحتذي به في الدفاع عن قواعد الديمقراطية، واستطاعت، برغم حداثة عهدها بالسلطة، حيث لم تتجاوز مدة حكمها العام، دخول قائمة مجلة فورين بوليسي الأمريكية لأهم100 شخصية في العالم واكتسبت احترام أغلب زعماء الدول الفريقية والأوروبية ولقبت بالمرأة الحديدية التي أصبحت وجه التغيير للأفضل في القلب الدافئ لإفريقيا.

## روابط خارجية
- جويس باندا على موقع IMDb (الإنجليزية)
- جويس باندا على موقع الموسوعة البريطانية (الإنجليزية)
- جويس باندا على موقع مونزينجر (الألمانية)